# Ochotona whartoni
Ochotona whartoni — викопний вид ссавців родини пискухових. Він мешкав під час плейстоцену та раннього голоцену в північних частинах Північної Америки (Аляска, США та Канада). Дуже подібні форми також були знайдені в Сибіру.

## Біологія
O. whartoni значно більша за інших північноамериканських пискух, але має подібний розмір до вимерлої ранньо- та середньоплейстоценової O. complicidens і сучасної O. koslowi, обидві з Китаю, і можуть належати до однієї з них. На відміну від американської O. princeps , яка населяє осипи, територією існування O. whartoni були здебільшого тундра та степ.

## Виникнення і зникнення
O. whartoni була знайдена в Північній Америці з Ірвінгтона (1.8–0.3 млн років, нижній-середній плейстоцен) протягом середнього плейстоцену до пізнього плейстоцену (0.1–0.0 млн років). Останній випадок відомий у ранньому голоцені східної Північної Америки (печера на Ельбі в Ніагарському схилі, Онтаріо), і його радіометрична дата становить 8670±220 років до нашої ери. Можливо, O. whartoni тоді збереглася в скелястих районах вздовж Ніагарського схилу як реліктова популяція.